# Ramadão
Esta página contém alguns caracteres especiais e é possível que a impressão não corresponda ao artigo original.
O Ramadão (português europeu) ou Ramadã (português brasileiro), também grafado Ramadan (em árabe: رَمَضَان, translit. Ramaḍān), é o nono mês do calendário islâmico, no qual a maioria dos muçulmanos pratica o seu jejum ritual (saum; em árabe: صوم, translit. sawm), o quarto dos cinco pilares do Islão (arkan al-Islam).
A palavra Ramadã encontra-se relacionada com a palavra árabe ramida, “ser ardente”, possivelmente pelo fato de o Islão ter celebrado este jejum pela primeira vez no período mais quente do ano. É um tempo de renovação da fé, da prática mais intensa da caridade, e vivência profunda da fraternidade e dos valores da vida familiar. Neste período pede-se ao crente maior proximidade dos valores sagrados, leitura mais assídua do Alcorão, frequência da oração na mesquita, correção pessoal e autodomínio.
É o único mês mencionado pelo nome no Alcorão:
| “ | O mês do Ramadã foi o mês em que foi revelado o Corão, orientação para a humanidade e evidência de orientação e discernimento.[Alcorão 2:185] | ” |

## Etimologia
O nome "Ramadão" em árabe vem da raiz "ramada" (em árabe: رمضاء) que significa "queimando" e "ardente", o mês do Ramadão é assim chamado porque neste mês os pecados são perdoados como se fossem queimados.

## Período
É o nono mês do calendário islâmico. Uma vez que o calendário islâmico é lunar, o Ramadão não é celebrado todos os anos na mesma data, podendo passar por todos os meses e estações do ano, conforme a progressão dos anos, porém sua duração é entre 29 e 30 dias.
O mês inicia-se com a aparição da lua no final do mês de Shaban (oitavo mês no calendário lunar islâmico).
O período correspondente ao início e fim deste mês no calendário gregoriano para o atual ano islâmico é:
| Ano (calendário islâmico) | Ano (calendário gregoriano) | Ramadão                       |
| ------------------------- | --------------------------- | ----------------------------- |
| 1446                      | 2025                        | 28 de fevereiro a 29 de março |

## Obrigatoriedade
O jejum é obrigatório a todos os muçulmanos que chegam à puberdade. A primeira vez em que um jovem é autorizado a jejuar pelos pais constitui um momento importante na sua vida e uma marca simbólica de entrada na vida adulta, tendo em vista o que diz no Alcorão:
"… e aquele dentre vós que presenciou a Lua Nova deste mês [Ramadã], deverá jejuar, e aquele que se encontrar enfermo ou em viagem, jejuará depois o mesmo número de dias…". [Alcorão 2:185]
Há várias justificativas válidas para não jejuar como enfermidade, gravidez, lactante, menstruação, ser idoso ou ter uma doença incurável. Aqueles que porventura quebrarem o jejum sem justificativa válida, devem passar sessenta dias jejuando ou alimentar sessenta muçulmanos.

## Aplicação
O jejum é observado durante todo o mês, da alvorada ao pôr-do-sol, o jejum também se aplica às relações sexuais. O crente deve não só abster-se dessas práticas como também não pensar nelas e manter-se concentrado em suas orações e recordações de Alá, sendo neste mês a frequência mais assídua à mesquita. Além das cinco orações diárias (salá), durante esse mês sagrado recita-se uma oração especial chamada Taraweeh (oração noturna).
O jejuador deve abster-se de tudo que vai contra a moral, pois o jejum é visto como uma grande prática de disciplina e da doutrina, tanto espiritual como moral. A ação não se limita somente à abstinência de comer ou beber, mas também de todas as coisas más, maus pensamentos ou maus atos. O jejuador deve ser indulgente se for insultado ou agredido por alguém, deve evitar todas as obscenidades, ser generoso, bem mais do que os outros meses e aumentar a leitura do Alcorão.
Os muçulmanos referem que o Ramadã é uma prática adotada por todas as classes sociais da comunidade, servindo, também, para que os ricos saibam como é viver como os pobres vivem, os quais, durante os 365 dias do ano, frequentemente possuem apenas uma refeição diária ou nenhuma.

### Refeições

#### Su-Hoor
Bem antes da alvorada, durante a madrugada, há uma pequena refeição ("su-hoor") que substitui o café da manhã habitual, feita com alimentos e bebidas, com a intenção de realizar o jejum que estará por vir, porque o Su-Hoor é uma bênção enviada por Alá, segundo o Alcorão.

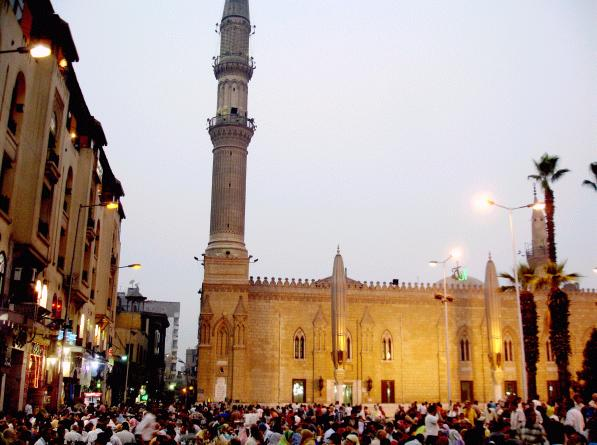
Iftar no Khan El Kkalili, Cairo, após o pôr-do-sol

#### Iftar
Ao término de cada dia, com o início do crepúsculo é obrigação do muçulmano quebrar o jejum imediatamente, mesmo antes da oração, suplicando ao Deus Criador, segundo o relato de Maomé, as seguintes palavras: "Se foi a sede, hidrataram-se as veias, e se alcançou a recompensa, com a permissão de Deus". O iftar (árabe: إفطار) é o momento para reunir os membros da família e amigos numa celebração de fé e de alegria. Após esta refeição, é prática social sair com a família para visitar amigos e familiares e reunir-se para a prática da oração.
Atualmente, com a ampliação do diálogo inter-religioso, algumas pessoas de outras religiões são convidadas a partilhar este momento de convívio e é cada vez mais frequente que cristãos ofereçam e celebrem um iftar para os seus amigos muçulmanos, bem como muçulmanos ofereçam a cristãos.

## Celebrações

### Laylat al Kadr
Laylat al Kadr ("noite do decreto") Laylatul Qadr é a maior noite para os fiéis no Ramadã. Os muçulmanos procuram esta noite nos últimos 10 dias do Ramadã. As noites estranhas como 21, 23,25,27 e 29 são as mais prováveis de serem Laylatul Qadr. Laylatul Qadr é a noite em que as doações se multiplicam imensamente. A maioria dos muçulmanos ao redor do mundo procura doar em grandes números e doar grandes quantias nesta noite, principalmente no dia 27 do Ramadã.

### Eid al Fitr
Eid al Fitr (Árabe: عيد الفطر) — ("o banquete do término do jejum"), ocorre quando a lua nova é avistada no céu, isto quer dizer que o mês de Shawwal se inicia, dando fim ao mês do Ramadã. No primeiro dia deste novo mês, ocorrem feriados de 3 dias consecutivos. Está prescrita a distribuição de alimentos para os pobres, banquetes são servidos, presentes são trocados, roupas novas são vestidas e os agradecimentos a Deus são efetuados, congregando amigos e familiares. Em muitas cidades islâmicas grandes celebrações são realizadas para celebrar o Eid al Fitr.

## Texto do Alcorão
2 — Al Bacara (A Vaca)
183.Ó fiéis, está-vos prescrito o jejum, tal como foi prescrito a vossos antepassados, para que temais a Deus.
184.Jejuareis determinados dias; porém, quem de vós não cumprir jejum, por achar-se enfermo ou em viagem, jejuará, depois, o mesmo número de dias. Mas quem, só à custa de muito sacrifício consegue cumpri-lo, vier a quebrá-lo, redimir-se-á alimentando um necessitado; porém, quem se empenhar em fazer além do que for obrigatório, será melhor. Mas, se jejuardes, será preferível para vós, se quereis sabe-lo.
185.O mês do Ramadão foi o mês em que foi revelado o Alcorão, orientação para a humanidade e vidência de orientação e discernimento. Por conseguinte, quem de vós presenciar o novilúnio deste mês deverá jejuar; porém, quem se achar enfermo ou em viagem jejuará, depois, o mesmo número de dias. Deus vos deseja a comodidade e não a dificuldade, mas cumpri o número (de dias), e glorificai a Deus por ter-vos orientado, a fim de que (Lhe) agradeçais.